# Manuel Pablo
Manuel Pablo García Díaz (Arucas, 1976. január 25. –) spanyol labdarúgó. Jelenleg a Deportivo csapatkapitánya. Jobb oldali hátvéd poszton szerepel.